# Конвой M-9
Конвой M-9 — японський конвой часів Другої світової війни, проведення якого відбувалось у січні 1944-го.
M-9 належав до серії конвоїв, які в 1943—1944 роках ходили між розташованим на північному сході Нідерландської Ост-Індії островом Хальмахера (зокрема, відігравав важливу роль у постачанні японських сил на заході Нової Гвінеї) та важливим транспортним хабом у Манілі.
До складу конвою увійшли транспорти «Нісшу-Мару», «Тайзан-Мару», «Шоген-Мару», «Цусіма-Мару» (Tsushima Maru), «Мікаса-Мару» та «Юсей-Мару» (Yusei Maru), тоді як охорону забезпечували патрульний корабель PB-105 та переобладнаний мисливець за підводними човнами «Кьо-Мару № 12».
17 січня 1944-го загін вийшов із затоки Кау (глибоко вдається в острів Хальмахера з півночі), а 21 січня прибув до острова Себу (центральна частина Філіппінського архіпелагу). Щодо подальшого руху загону наразі недостатньо інформації, проте відомо, що вже 28 січня PB-105 рушив з Маніли назад на острів Хальмахера.